# سيان لويد
سيان لويد (بالإنجليزية: Sian Lloyd)‏ هي كاتبة عدل ‏ وصحفية ومقدمة تلفزيونية بريطانية، ولدت في 7 يونيو 1972 في ويلز في المملكة المتحدة.

## وصلات خارجية
- سيان لويد على موقع IMDb (الإنجليزية)